# Epidemic
Epidemic – szósty studyjny album polskiej grupy heavymetalowej Turbo. Wydany w roku 1989. Rok później ukazała się wersja polskojęzyczna pod tytułem „Epidemie”. Nagrany w okresie od marca do maja 1989 roku w poznańskim studiu Giełda.

## Lista utworów
| Epidemic 1. „Salvator Mundi” – 3:58 2. „Aids” – 4:45 3. „Ocean of Tears” – 4:37 4. „Loop of Time” – 4:43 5. „Crazy World” – 5:02 6. „Anty N.R. Eve” – 4:36 7. „Pleasure and Pain” – 4:14 8. „Den of Sorrow” – 5:14 9. „13.12.88” – 0:46 | Epidemie 1. „Salvator Mundi” – 3:47 2. „AIDS” – 4:47 3. „Ocean łez” – 4:40 4. „Pętla czasu” – 4:47 5. „Szalony świat” – 4:53 6. „Anty R.J. Ewa” – 4:33 7. „Rozkosz i ból” – 4:08 8. „Gniazdo smutku” – 5:08 9. „13.12.88” – 0:43 |

## Twórcy
- Grzegorz Kupczyk – wokal
- Wojciech Hoffmann – gitara
- Andrzej Łysów – gitara basowa
- Robert Friedrich – gitara
- Tomasz Goehs – perkusja